# Titans (2.ª temporada)
A segunda temporada da série de super-heróis estadunidense Titans estreou no DC Universe em 6 de setembro de 2019 e concluída em 29 de novembro de 2019, consistindo em 13 episódios. A produção executiva foi de Akiva Goldsman, Geoff Johns, Greg Berlanti, Sarah Schechter e Greg Walker, com Walker atuando como showrunner pela segunda temporada consecutiva. Criada por Goldsman, Johns e Berlanti, a série é baseada na equipe da DC Comics, Jovens Titãs. Brenton Thwaites, Anna Diop, Teagan Croft e Ryan Potter voltam ao elenco principal da temporada anterior, acompanhados pelos atores convidados da primeira temporada Alan Ritchson, Minka Kelly, Curran Walters, Conor Leslie e os estreantes da série Chelsea Zhang, Joshua Orpin e Esai Morales.
A temporada vê Dick Grayson (Thwaites) formar uma nova equipe de Titãs composta por Rachel Roth (Croft), Gar Logan (Potter) e Jason Todd (Walters) em sua base original em São Francisco. Simultaneamente ao retorno dos Titãs, um antigo inimigo ressurge na forma de Exterminador (Morales), cujo conflito anterior com a equipe original dos Titãs de Dick, Donna Troy (Leslie), Dawn Granger (Kelly) e Hank Hall (Ritchson) causou eles se separem. Enquanto o Exterminador procura eliminar os Titãs, com sua filha Rose Wilson (Zhang) também participando da luta, os heróis enfrentam outra ameaça dos Laboratórios Cadmus quando encontram o sujeito de teste em fuga Conner (Orpin). Enquanto isso, Kory Anders (Diop) descobre que está sendo caçada por sua irmã Estrela Negra (Damaris Lewis).
Uma segunda temporada de Titãs foi confirmada em 2018 antes da estreia da primeira temporada. As filmagens começaram no ano seguinte e 13 episódios foram anunciados, dois a mais que os 11 episódios de seu antecessor. A temporada foi originalmente planejada para apresentar a C.O.L.M.É.I.A. como os inimigos dos Titãs, enquanto Dick operaria sob seu novo manto de Asa Noturna depois de assumir a identidade no final da primeira temporada. Antes do início das filmagens, no entanto, o pretendido final da 1ª temporada seria puxado e retrabalhado para a segunda temporada, o que forneceu uma nova resolução para a história da temporada anterior em seu episódio de estreia. A segunda temporada foi posteriormente reprojetada para retratar a transformação gradual de Dick em Asa Noturna, com o Exterminador substituindo a C.O.L.M.É.I.A. Será a última temporada a ser lançada no DC Universe como resultado da programação original do serviço mudando para HBO Max em 2021.
Pouco antes da conclusão da segunda temporada, uma terceira temporada foi anunciada, com a estrela convidada da segunda temporada, Lewis, programado para se juntar ao elenco principal. A terceira temporada foi originalmente planejada para ir ao ar no final de 2020, mas sua data de estreia foi adiada após a pandemia de COVID-19, que atrasou sua filmagem. A produção da terceira temporada está programada para começar no último trimestre de 2020 e terminar no início de 2021, com a temporada prevista para ir ao ar na HBO Max no mesmo ano.
A recepção crítica à segunda temporada foi mista. Enquanto os episódios da primeira metade da temporada receberam críticas positivas, a estreia e os episódios posteriores foram recebidos com uma resposta mais negativa.

## Episódios
| N.º na série | N.º na temp. | Título                              | Dirigido por      | Escrito por                               | Lançamento             | Cód. de produção |
| --- | ------------ | ----------------------------------- | ----------------- | ----------------------------------------- | ---------------------- | ---------------- |
| 12 | 1            | "Trigon" "(Trigon)" (BR)            | Carol Banker      | Akiva Goldsman, Geoff Johns e Greg Walker | 6 de setembro de 2019  | T13.21651        |
| Hank, Dawn e Jason chegam na casa de Angela, juntando-se a Donna e Kory na tentativa de parar Trigon, mas todos são impedidos de entrar devido aos seus poderes. Trigon controla todos os heróis, fazendo-os espancar Gar até a morte. Com Rachel também sob seu controle, Trigon começa a destruir toda a vida ao seu redor, começando com a de Angela. No entanto, Gar sobrevive e usa sua amizade com Rachel para libertá-la de Trigon. Por sua vez, Rachel salva Dick antes de derrotar seu pai e libertar o resto da equipe. Depois, os heróis seguem caminhos separados, com Dick acompanhado por Jason, Rachel e Gar. Dick se reúne com Bruce Wayne para reconciliar e restabelecer os Titãs em sua base original em São Francisco. Bruce concorda em ter Dick liderando uma nova equipe sob a condição de Jason ser um membro. Enquanto isso, Slade Wilson interrompe sua aposentadoria ao descobrir que os Titãs voltaram. |              |                                     |                   |                                           |                        |                  |
| 13 | 2            | "Rose" "(Rose)" (BR)                | Nathan Hope       | Richard Hatem                             | 13 de setembro de 2019 | T13.21652        |
| Três meses após a derrota de Trigon, Dick continua treinando sua equipe em São Francisco, onde os poderes de Rachel começam a agir de forma estranha. Dick resgata uma meta humana em fuga e tenta recrutá-la para os Titãs, apesar de sua resistência em receber ajuda. Jason e Gar identificam a jovem como Rose Wilson, a filha do Exterminador (Slade). Hank e Dawn aposentaram suas vidas de heróis e passaram a viver em Wyoming, mas as tensões acontecem quando Hank descobre que Dawn continua combatendo o crime secretamente. Em Chicago, Kory e Donna combatem o crime juntas e capturam Shimmer, um meta humano desonesto. Dawn, Hank e Donna são forçados a se reunir com Dick quando o Dr. Arthur Light escapa da prisão e começa a mirar nos Titãs. Kory encontra seu colega Tamaraneano Faddei, que a sequestra.                                                                                                   |              |                                     |                   |                                           |                        |                  |
| 14 | 3            | "Ghosts" "(Fantasmas)" (BR)         | Kevin Tancharoen  | Tom Pabst                                 | 20 de setembro de 2019 | T13.21653        |
| Donna, Hank e Dawn se encontram com Dick na base dos Titãs, onde descobrem que o Exterminador está na cidade atrás de Rose. A garota revela a Dick que está atrás do seu pai porque ele matou seu irmão, Jericó. Trabalhando juntos contra os Titãs, Slade conta ao Dr. Light seu plano de atrair os heróis para eles, separando os membros mais fracos do grupo. Depois que o Dr. Light escapa dos Titãs originais, Jason convence Gar a procurá-lo por conta própria. Jason derrota o Dr. Light, mas é emboscado por Slade. Enquanto isso, Faddei informa à Kory que sua irmã Estrela Negra ordenou seu retorno a Tamaran para se tornar a rainha. Uma ligação de Rachel sobre a perda do controle de seus poderes, no entanto, leva Kory a prender Faddei em sua nave e viajar de volta para seus amigos. |              |                                     |                   |                                           |                        |                  |
| 15 | 4            | "Aqualad" "(Atlante)" (BR)          | Glen Winter       | Jamie Gorenberg                           | 27 de setembro de 2019 | T13.21654        |
| Cinco anos atrás, uma missão envia o Exterminador a São Francisco, onde Jericó e sua mãe Adeline estão escondidos. Acompanhados pelo novo membro Garth, os Titãs originais capturam o Dr. Light. Garth e Donna nutrem sentimentos românticos um pelo outro, mas Donna resiste aos avanços de Garth para retornar à Themyscira. Depois de ter um encontro sexual com Donna, Garth descobre por Dick que ela estará indo embora permanentemente. Quando Garth aparece diante de Donna no aeroporto para convencê-la a ficar, ele é baleado e morto pelo Exterminador. Os membros sobreviventes da equipe o identificam como o assassino de Garth e se dedicam a caçá-lo. Uma semana depois, Jericó faz amizade com Dick, sem saber que ele busca vingança contra seu pai. |              |                                     |                   |                                           |                        |                  |
| 16 | 5            | "Deathstroke" "(Exterminador)" (BR) | Nick Gomez        | Bianca Sams                               | 4 de outubro de 2019   | T13.21655        |
| Após sequestrar Jason, Slade mata o Dr. Light e informa aos heróis que ele libertará Jason em troca de Rose. Os Titãs originais explicam sua situação à recém-chegada Kory, enquanto Gar, Rachel e Rose escutam a conversa. Quando Rose descobre que a equipe está pensando em entregá-la, ela tenta escapar e é quase morta pelos poderes instáveis de Rachel, sobrevivendo apenas devido as suas próprias habilidades. Dick diz a seus colegas de equipe que eles irão emboscar Slade sob o pretexto de fazer a troca, mas desvia o plano, e secretamente se encontra com ele em um arranha-céu para oferecer sua vida por Jason. Recusando a oferta de Dick, Slade revela que ligou Jason a um andaime equipado com explosivos. Kory intervém e chega para o combate, mas ela e Dick são incapazes de impedi-lo de ativar os explosivos, fazendo Jason despencar do arranha-céu.                                                 |              |                                     |                   |                                           |                        |                  |
| 17 | 6            | "Conner" "(Conner)" (BR)            | Alex Kalymnios    | Richard Hatem                             | 11 de outubro de 2019  | T13.21656        |
| Em Metropolis, a "Experiência 13" escapa dos Laboratórios Cadmus com o cão Krypto, chamando-se "Conner" após visualizar o crachá em um uniforme pego. Memórias em sua cabeça levam Conner à casa de Lionel Luthor, no Kansas, antes que a equipe de Mercy Graves, acompanhada pela Dra. Eve Watson, o ataque. Derrotando a equipe, Conner confronta Eve, que revela que ela o criou a partir do DNA de Superman e Lex Luthor. Eve leva Conner para a instalação original do Cadmus em São Francisco para ajudá-lo a entender melhor a si mesmo e as características que ele compartilha com seus hospedeiros de DNA. Exortando-o a fugir, Eve também avisa Conner para não chamar atenção usando seus poderes, mas Conner desconsidera seu aviso quando vê Jason despencando do prédio. Ao salvar Jason, Conner é baleado com balas de criptonita, enquanto a equipe de Graves recaptura Krypto.                                    |              |                                     |                   |                                           |                        |                  |
| 18 | 7            | "Bruce Wayne" "(Bruce Wayne)" (BR)  | Akiva Goldsman    | Bryan Edward Hill                         | 18 de outubro de 2019  | T13.21657        |
| Dick deixa a torre para procurar o Exterminador enquanto é atormentado por uma alucinação de Bruce Wayne. Na ausência de Dick, Rose suspeita que os Titãs estão envolvidos na morte de Jericó quando ela descobre um de seus registros e os heróis encontram itens plantados em torno da base que os lembram de momentos dolorosas. Jason é acusado pelos outros Titãs de ser o responsável, até a busca de Dick descobrir que o Exterminador se infiltrou na torre. Com Jason contemplando o suicídio devido ao trauma de sua queda e sentindo-se culpado pelos problemas da equipe, Dick admite a Jason ser o culpado pela atual situação porque matou Jericó. Eve chega à torre depois de libertar Krypto para ajudar Conner, onde ela o encontra morrendo devido à radiação por criptonita. Quando Eve informa Kory que Conner só pode ser curado pela radiação solar, Kory usa seus poderes para salvá-lo.                     |              |                                     |                   |                                           |                        |                  |
| 19 | 8            | "Jericho" "(Jericó)" (BR)           | Toa Fraser        | Kate McCarthy                             | 25 de outubro de 2019  | T13.21658        |
| Em 2014, os Titãs usam sua amizade com Jericó para aprender mais sobre o Exterminador. Contra o conselho de Dawn para deixá-lo de fora da batalha, Dick decide fazer Jericó se juntar à equipe ao descobrir que ele tem o poder de possuir outras pessoas. Jericó concorda em se juntar quando Dick lhe diz a verdade sobre seu pai e a busca dos heróis por ele. O Exterminador descobre que os Titãs entraram em contato com Jericó e agride Donna severamente como um aviso para ficar longe de seu filho. Dick responde confrontando-o durante sua reunião privada com Jericó, iniciando uma briga entre os dois. A luta termina a favor do Exterminador, mas o vilão acidentalmente mata seu filho quando Jericó se sacrifica para salvar Dick. Após a morte de Jericó, os Titãs se dissolvem. |              |                                     |                   |                                           |                        |                  |
| 20 | 9            | "Atonement" "(Reparação)" (BR)      | Boris Mojsovski   | Jeffrey David Thomas                      | 1 de novembro de 2019  | T13.21659        |
| Dick reúne a equipe e revela a verdade sobre a morte de Jericó, levando todos os Titãs, exceto Gar, a deixar a torre. Cuidando de Conner sozinho, Gar o leva para um passeio em público, o que termina de forma desastrosa quando Conner ataca um grupo de policiais. Dick e Slade se encontram para cessar a guerra entre si, mas Slade avisa que matará os Titãs um por um caso eles se reformarem. Em resposta ao aviso de Slade, Dick ataca alguns policiais no aeroporto para causar sua própria prisão. O relacionamento de Hank e Dawn chega ao fim. Faddei reencontra Kory e a informa que eles estão sendo caçados por Estrela Negra, que usurpou-a como rainha depois de assassinar seus pais. Kory é forçada a matar Faddei depois de Estrela Negra assumir seu corpo, e promete caçar sua irmã. |              |                                     |                   |                                           |                        |                  |
| 21 | 10           | "Fallen" "(Atrás das Grades)" (BR)  | Kevin Sullivan    | Jamie Gorenberg                           | 8 de novembro de 2019  | T13.21660        |
| Encarcerado no Centro Correcional do Condado de Kane, Dick ajuda os imigrantes indocumentados Rafi e Luis a escapar da prisão antes que possam ser deportados para Corto Maltese. Rachel se junta a um grupo de fugitivos liderados por Dani depois que ela usa seus poderes para salvar Dani de seu namorado abusivo Caleb, sem saber que também causou sua morte. A Torre Titã é invadida por Mercy e seus homens, que convence Conner a voltar para o Cadmus, assegurando que eles podem consertar suas mudanças de personalidade. Após descobrir seus poderes, Mercy se interessa por Gar quando ele é trazido para Cadmus com Conner e Krypto. Procurando Rachel, Donna descobre as consequências do ataque de Cadmus na Torre. |              |                                     |                   |                                           |                        |                  |
| 22 | 11           | "E.L._.O." "(Missão Conjunta)" (BR) | Millicent Shelton | Bianca Sams                               | 15 de novembro de 2019 | T13.21661        |
| Em isolamento, Dick percebe que Jericó ainda está vivo dentro do corpo do Exterminador. Kory, Rachel, Donna e Dawn são atraídos para a lanchonete Elko Diner por Bruce, em um esforço para reunir a equipe. Ao saber do encarceramento de Dick, Rachel e Kory partem para resgatá-lo, enquanto Donna e Dawn partem para procurar Gar. Quando elas invadem a prisão, Rachel e Kory encontram a cela de Dick vazia e uma mensagem sobre Jericó estar vivo. Rose, mantando um relacionamento com Jason, informa o Exterminador que não irá mais ajudá-lo a manipular os Titãs. Mercy submete Gar a um experimento que o faz involuntariamente se tornar violento. |              |                                     |                   |                                           |                        |                  |
| 23 | 12           | "Faux-Hawk" "(Rapina 2)" (BR)       | Larnell Stovall   | Tom Pabst                                 | 22 de novembro de 2019 | T13.21662        |
| Encontrando-se em uma recaída, Hank está lutando por dinheiro para apoiar seus hábitos poucos saudáveis, mas quando ele acorda e encontra seu traje de Rapina desaparecido e um impostor agindo em seu lugar, ele percebe o quão longe caiu, e é hora de tomar uma decisão. Enquanto isso, Donna e Dawn enfrentam um agente do Cadmus para obter informações sobre Gar e Conner, enquanto o Cadmus inicia seu plano de “Fase Um”, explorando as habilidades letais de Gar. De volta à Gotham, Rose é tomada pela culpa e revela seu segredo para Jason. Quando Dick percebe que Jericó pode ter sobrevivido de alguma forma a morte nas mãos de seu pai, ele foge da prisão na esperança de resgatá-o, mas primeiro precisará de um novo traje para substituir o traje de Robin que ele destruiu. |              |                                     |                   |                                           |                        |                  |
| 24 | 13           | "Nightwing" "(Asa Noturna)" (BR)    | Carol Banker      | Richard Hatem & Greg Walker               | 29 de novembro de 2019 | T13.21663        |
| Rose ajuda Dick a combater o Exterminador e o mata, enquanto Jericó se infiltra em seu corpo. Anunciando-o como um super-soldado para possíveis licitantes, Mercy fez com o que Conner lute e derrote Gar em um parque de diversões antes de enviá-lo atrás dos Titãs quando eles intervêm. A equipe consegue libertar Gar e Conner de sua lavagem cerebral e derrota o Cadmus, mas Donna é morta quando impede que uma torre de transmissão danificada aterrisse sobre civis. Depois disso, Rachel parte para Themyscira com o corpo de Donna na tentativa de ressuscitá-la, enquanto Jason parte sozinho, e Dick, Kory, Gar, Hank, Dawn, Rose e Conner formam um novo time de Titãs. Em um outro lugar, Estrela Negra chega à Terra assumindo o corpo de uma mulher inocente. |              |                                     |                   |                                           |                        |                  |

## Elenco e personagens

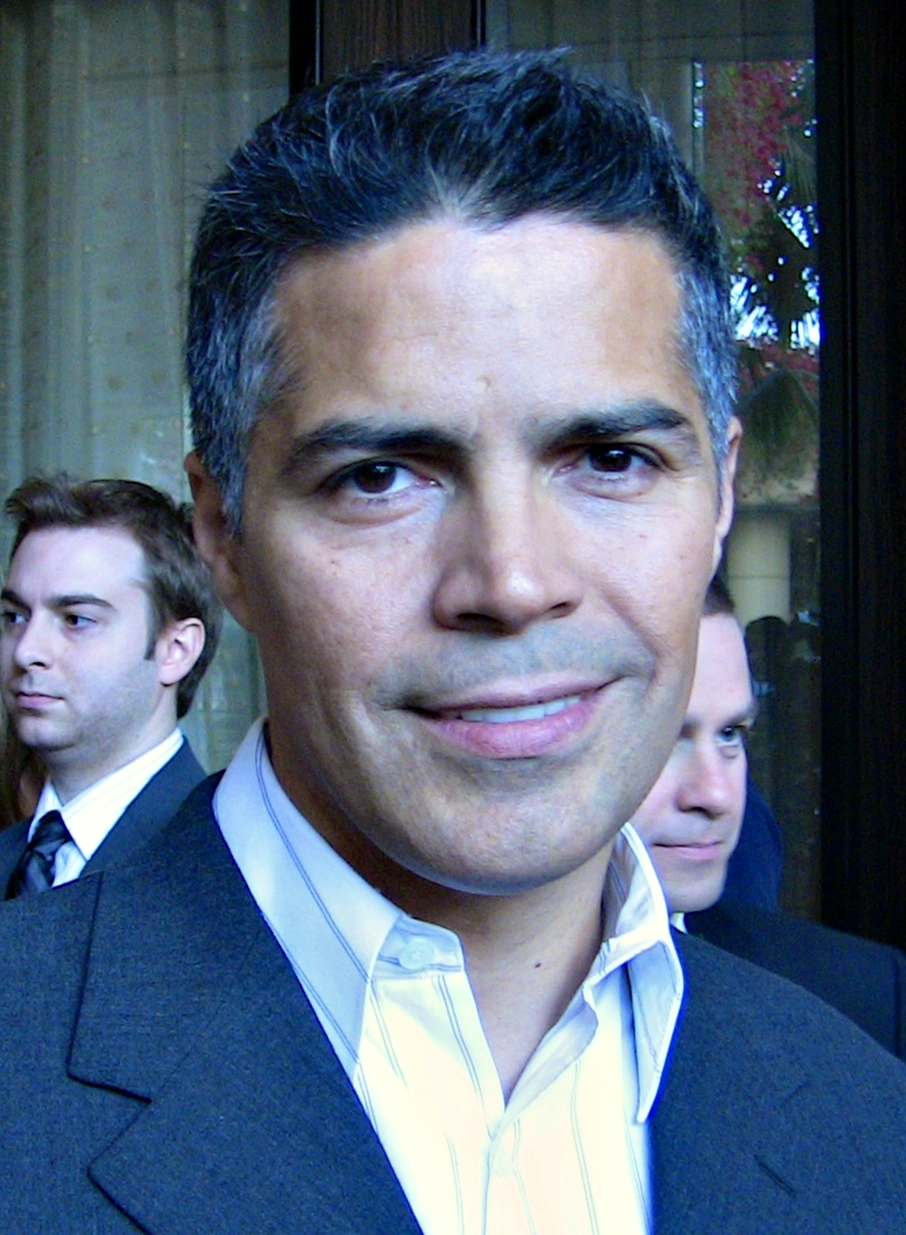
Esai Morales se juntou ao elenco principal como o assassino Exterminador

### Principal
- Brenton Thwaites como Richard "Dick" Grayson / Robin: O líder dos Titãs e membro da equipe original
- Anna Diop como Koriand'r / Kory Anders: uma extraterrestre real com a capacidade de absorver e redirecionar a energia solar
- Teagan Croft como Rachel Roth: uma empática derivando seus poderes de seu pai demônio e membro da nova equipe de Titãs
- Ryan Potter como Garfield "Gar" Logan: um metamorfo  capaz de se transformar em animais que se junta à nova equipe dos Titãs
- Curran Walters como Jason Todd / Robin: o sucessor de Dick como Robin, que se torna parte da nova equipe dos Titãs a pedido de Bruce
- Conor Leslie como Donna Troy / Moça Maravilha: uma meia Amazona que ajudou a formar a equipe original dos Titãs
  - Afrodite Drossos como a jovem Donna Troy
- Minka Kelly como Dawn Granger / Columba: a parte tática de sua dupla de vigilantes com Hank, anteriormente com os Titãs originais
- Alan Ritchson como Hank Hall / Rapina: um vigilante e ex-Titã servindo como a metade agressiva da dupla de combate ao crime dele e de Dawn
- Esai Morales como Slade Wilson / Exterminador: Um assassino biologicamente aprimorado que tem uma história com os Titãs originais
- Chelsea Zhang como Rose Wilson / Ravager: filha do Extermiandor, que compartilha seus reflexos aprimorados e cura regenerativa
- Joshua Orpin como Sujeito 13 / Conner: um clone genético do Superman e Lex Luthor, possuindo as habilidades e traços de personalidade de ambos

### Recorrente
- Iain Glen como Bruce Wayne: Um bilionário que trabalha como um temido vigilante em Gotham City e o mentor de Dick[1]
- Michael Mosley como Dr. Arthur Light: Um ex-físico que se tornou um criminoso após ganhar a habilidade de controlar a energia da luz[2]
- Chella Man como Jericho: Filho mudo do Exterminador e meio-irmão de Rose, que tem o poder de possuir o corpo de outras pessoas através do contato visual[3]
- Raoul Bhaneja como Walter Hawn: O vice-presidente de projetos especiais dos Laboratórios Cadmus
- Natalie Gumede como Mercy Graves: A especialista em segurança pessoal de Lex Luthor, designada para supervisionar os Laboratórios Cadmus[4]
- Demore Barnes como William Wintergreen: amigo e manipulador do Exterminador
- Mayko Nguyen como Adeline: mãe de Jericho e ex-mulher do Exterminador

### Convidados
- Seamus Dever como Trigon: Um demônio interdimensional com o poder de destruir mundos e o pai de Rachel. Dever também retrata um motorista de caminhão de sorvete e um fornecedor de drogas nas ilusões criadas por Trigon.
- Rachel Nichols como Angela Azarath: a mãe biológica de Rachel, em aliança com Trigon
- Drew Van Acker como  Garth / Aqualad: Um membro dos Titãs originais de Atlantis possuindo hidrocinética e habilidades físicas aprimoradas[5]
- Robbie Jones como Faddei: Um guarda real de Tamaran e ex-interesse romântico de Kory[6]
- Ann Magnuson como Jillian: uma amazona monitorando Donna
- Genevieve Angelson como Eve Watson: uma cientista da Cadmus Laboratories que criou Conner[7]
- Damaris Lewis como Estrela Negra: Um rei tamarânico e irmã de Kory
- Evan Jones como Len Armstrong: Um guarda da prisão no Centro Correcional do Condado de Kane
- Orel De La Mota como Rafi: Um presidiário do condado de Kane que entrou ilegalmente nos Estados Unidos depois de fugir de Corto Maltese
- Julian trabalha como Luis: Um imigrante sem documentos de Corto Maltese detido no Condado de Kane com Rafi e Santos
- Rey Gallegos como Santos: Rafi e Luis, companheiro de cela e companheiro de Corto Maltese, um imigrante sem documentos
- McKinley Freeman como o psiquiatra: um psiquiatra que encontra Kory em Las Vegas
- Currie Graham como Stuart: O criador do traje de Dick, se passando por um sapateiro
- Peter MacNeill como Lionel Luthor: Um cientista aposentado e pai de Lex Luthor
- Curtis Lum como Benny: um contato de Dick
- Elizabeth Whitmere como irmã de Ellis: A irmã do lavrador de Hank e Dawn
- Drew Scheid como Faux Hawk: um adolescente que se apresenta como Hawk
- Patrick Garrow como locutor da gaiola: o locutor das lutas da gaiola de Hank
- Spencer Macpherson como Ellis: um viciado em drogas em recuperação contratado por Hank e Dawn para ajudar a administrar sua fazenda
- Hanneke Talbot como Selinda Flinders / Shimmer: Uma criminosa metahumana com a habilidade de alterar compostos e elementos[8][9]
- Sarah Deakins como Martha Kent: mãe adotiva do Superman
- Oluniké Adeliyi como Mati Matisse: uma dançarina burlesca que namorou com Wintergreen
- Sydney Kuhne como Dani: uma fugitiva fugindo de uma família abusiva
- Ishan Morris como Caleb: o pai abusivo de Dani
- Natalie Morgan como Paris: uma mulher grávida que se torna o corpo hospedeiro da Estrela Negra na Terra

Payne Novak retrata Lex Luthor e Clark Kent como crianças.

## Produção

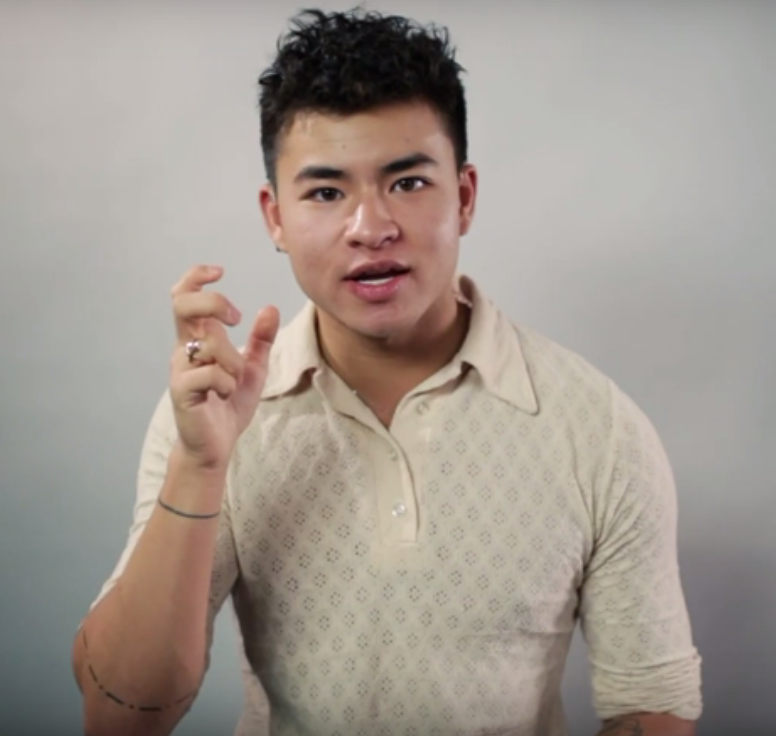
O comentarista do YouTube. Chella Man fez sua estreia como ator como Jericó na segunda temporada de Titãs

### Desenvolvimento
Antes da estreia da série na Nova York Comic Con em outubro de 2018, Titans foi renovado para uma segunda temporada. Na San Diego Comic-Con de 2019, a estréia da segunda temporada foi anunciada para 6 de setembro de 2019, no DC Universe e consistiria em 13 episódios. Greg Walker voltou como showrunner da primeira temporada, que também atuou como produtor executivo ao lado de Akiva Goldsman, Geoff Johns, Greg Berlanti e Sarah Schechter.
A temporada será a última a ser lançada no DC Universe devido à sua programação original ser transferida para a HBO Max em 2021.

### Roteiro
A segunda temporada foi inicialmente planejada para seguir os eventos do final da 1ª temporada original, que teria visto Dick Grayson assumir a identidade do Asa Noturna e estabelecer a C.O.L.M.É.I.A. como os próximos adversários dos Titãs. Depois que o final da 1ª temporada original foi retirado, elementos do episódio foram dados à estreia da 2ª temporada, que se tornou a resolução da história de Trigon da 1ª temporada. A C.O.L.M.É.I.A. foi substituído pelo Exterminador, enquanto o arco de Dick em Asa Noturna foi repensado para terminar no final da segunda temporada.

### Escolha do elenco
Os regulares da série Brenton Thwaites, Anna Diop, Teagan Croft e Ryan Potter reprisam seus papéis da primeira temporada como Dick Grayson, Kory Anders, Rachel Roth e Gar Logan. Curran Walters, Conor Leslie, Minka Kelly e Alan Ritchson também retornam como Jason Todd, Donna Troy, Dawn Granger e Hank Hall, promovidos a regulares da série após estrelar como convidado na temporada anterior.
Em fevereiro de 2019, foi anunciado que Joshua Orpin havia sido escalado como Conner para a segunda temporada, assumindo o lugar de Brooker Muir na primeira temporada. Depois que o personagem foi provocado pelo co-criador Geoff Johns, Esai Morales foi escalado como Exterminador em março de 2019,com Chella Man e Chelsea Zhang anunciados como seus filhos Jericho e Rose. Iain Glen foi escalado como Bruce Wayne em 11 de abril de 2019, marcando a primeira aparição física do personagem depois de ser retratado por dublês no final da primeira temporada. Em junho de 2019, Natalie Gumede e Drew Van Acker foram escalados como Mercy Graves e Garth, respectivamente. Em julho, Genevieve Angelson foi anunciada como a cientista dos Laboratórios Cadmus, Dra. Eve Watson. Em agosto de 2019, foi revelado que Michael Mosley interpretava o Dr. Luz. Também em agosto, Oluniké Adeliyi anunciou em seu Instagram que havia se juntado ao elenco em um papel não revelado que mais tarde foi revelado como o dançarino burlesco Mati Matisse e Hanneke Talbot foi revelado como Shimmer. Em setembro de 2019, foi revelado que Demore Barnes estava interpretando Wintergreen. Após a aparição do personagem em um trailer de outubro de 2019, Diop confirmou em seu Instagram que Damaris Lewis interpretaria a irmã de Kory, Estrela Negra, o que também foi confirmado por Lewis.

### Filmagens
As filmagens para a segunda temporada começaram em 2 de abril de 2019, e concluíram em 20 de setembro de 2019. A produção foi temporariamente suspensa em julho devido à morte acidental do coordenador de efeitos especiais Warren Appleby; a estreia da 2ª temporada é dedicada em sua memória.

## Lançamento

### Exibição
A segunda temporada estreou nos Estados Unidos através do DC Universe em 6 de setembro de 2019 e concluída em 29 de novembro de 2019. Fora dos Estados Unidos, a segunda temporada tornou-se disponível para streaming via Netflix em 10 de janeiro de 2020.

### Mídia doméstica
Em 3 de março de 2020, a segunda temporada foi lançada digitalmente e em DVD e Blu-Ray.

## Recepção

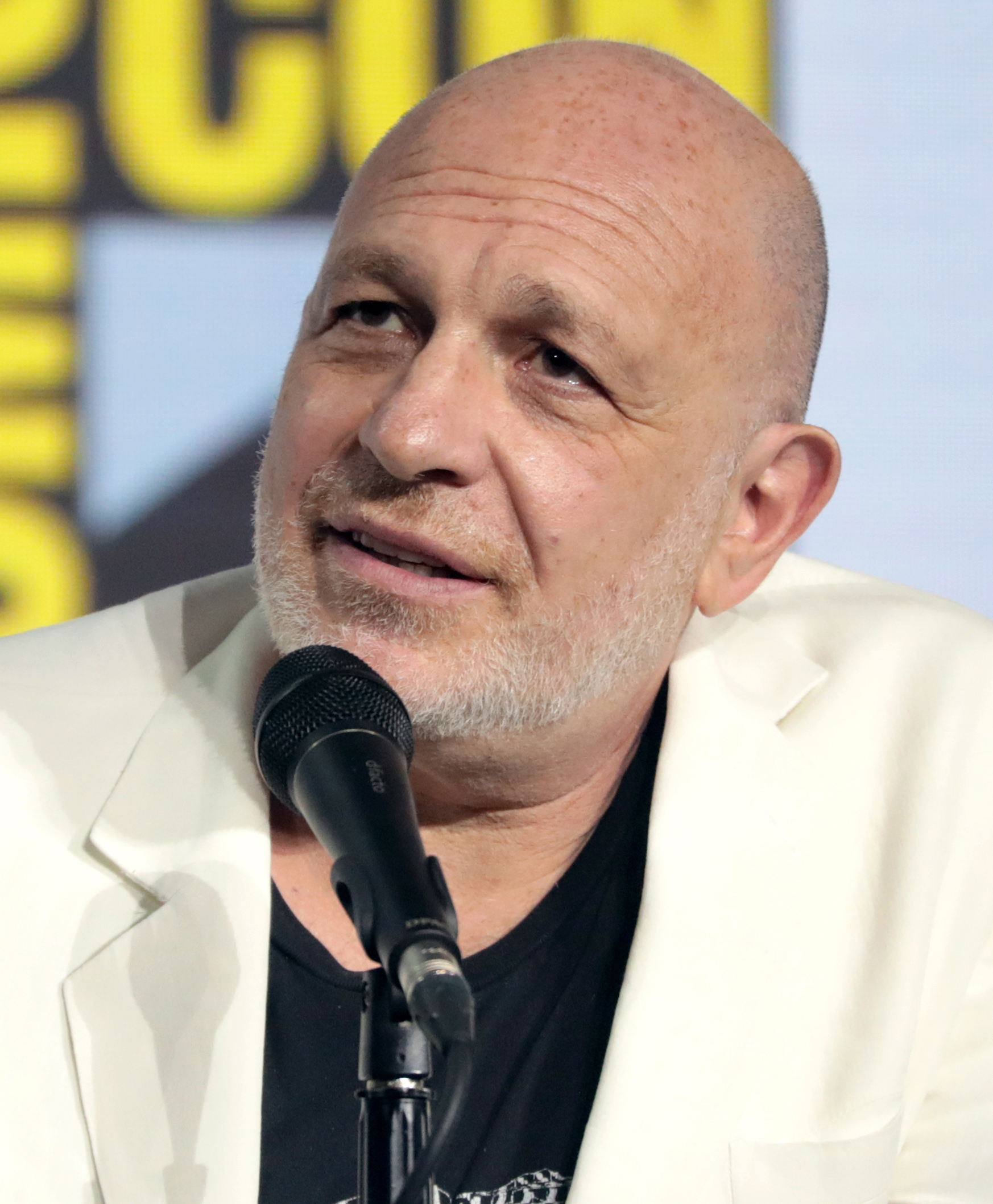
A estreia da segunda temporada, escrita pelos produtores executivos Akiva Goldsman (foto), Geoff Johns e Greg Walker, teve uma resposta mista

O site Rotten Tomatoes, deu a primeira temporada da série um índice de aprovação de 81%, baseado em 21 comentários. O consenso crítico disse: "Embora a segunda temporada de Titãs sofra de uma ligeira queda no início, ela se reinicia rapidamente, aproveitando o impulso de sua primeira temporada enquanto estabelece uma estrutura fascinante para onde o show pode chegar."
O episódio de estreia "Trigon", que tinha elementos da história originalmente planejados para o final da 1ª temporada, recebeu críticas mistas. Kevin Yeoman, do Screen Rant, escreveu que a estreia "parece dois episódios distintos grosseiramente costurados juntos, em vez de um início adequado para uma nova temporada" e "o programa está simplesmente carregando muita bagagem no início e está chegando a uma conclusão muito tempo depois o fim ostensivo da 1ª temporada para entregar muito na forma de uma resolução satisfatória ou um novo começo promissor". Dando ao episódio um 5.8/10, Jesse Schedeen do IGN o chamou de "um episódio extremamente confuso, com uma metade encarregada de encerrar o enredo de Trigon da 1ª temporada e a outra lançar as bases para um novo status quo e novo vilão" e "entrega uma final muito anticlimático para a história da 1ª temporada ", embora ele achasse uma promessa para episódios futuros. O crítico Aaron Sagers do Den of Geek disse que a estreia "teria servido como um excelente final da primeira temporada", mas concluiu que "parece um pouco como uma correção de curso muito necessária para esta série" e deu-lhe um 3,5/5.
Após a estreia, os primeiros episódios da temporada tiveram uma recepção positiva. Em uma crítica para o segundo episódio "Rose", a contribuidora da Forbes, Linda Maleh chamou-o de "a estréia da temporada real" e escreveu, "a 2ª temporada pegou as melhores coisas da 1ª temporada e as elevou". Elogiando o sexto episódio "Conner" e o desempenho de Joshua Orpin no papel-título, Sagers disse, "é uma forte introdução do personagem esperado, e Titãs compensa o fato de termos esperado tanto tempo por isso na temporada". Schedeen deu ao oitavo episódio "Jericho" um 9.3/10, que ele descreveu como "facilmente a parcela mais forte de Titãs: Temporada 2, e um contendor claro para o melhor episódio geral da série".
No entanto, os episódios posteriores foram recebidos de forma mais negativa. Em uma revisão do 11º episódio "EL_.O.", Charles Pulliam-Moore do Gizmodo escreveu: "Titãs aparentemente perdeu o foco" após o oitavo episódio e "com apenas dois episódios pela frente, não parece possível que os escritores serão capazes de encerrar as coisas de maneira satisfatória ou interessante ". Para o final "Nightwing", Pulliam-Moore chamou de "uma caricatura de proporções épicas", criticando como o episódio concluiu o enredo da temporada. A morte de Donna Troy no final foi amplamente criticada como ilógica e desnecessária, com vários críticos questionando se a descarga elétrica de uma torre de transmissão teria sido suficiente para matar o personagem. Apesar de dar ao episódio geral 3,5/5, Sagers comentou: "Mesmo se eu aceitasse que Donna não suportaria aquela carga elétrica, e mesmo se eu pudesse explicar por que o super-menino [Conner] não se apressou em parar a torre em queda, a morte se desenrolou de forma barata, como mais uma caixa que teve que ser marcada para o final." Christian Holub da Entertainment Weekly disse:" A morte de Donna Troy no último minuto pareceu tão estupidamente desnecessária que eu posso ' não ajude, mas jogue minhas mãos no final de toda a temporada ", descrevendo a cena como" uma morte tão estúpida que eu honestamente pensei que era uma piada no início".

## Futuro
Três semanas antes da conclusão da segunda temporada, a DC confirmou em novembro de 2019 que Titãs foi renovada para uma terceira temporada. A terceira temporada estava programada para estrear no quarto trimestre de 2020, mas está atualmente atrasada em meio à pandemia de COVID-19. Como resultado da pandemia, as filmagens devem começar no outono de 2020 e terminar no verão de 2021.
Durante o atraso da produção, o diretor de criação da DC Jim Lee anunciou que a série passaria do DC Universe para o HBO Max, tornando a segunda temporada a última a estrear no DC Universe. A terceira temporada será a primeira a estrear na HBO Max.